# منطقه پینگگو
منطقه پینگگو (به چینی: 平谷区، به پین‌یین: Pínggǔ Qū) یک منطقهٔ شهرداری تابع شهر پکن، پایتخت  جمهوری خلق چین است.

## خصوصیات
منطقه پینگگوا ۹۵۰ کیلومترمربع مساحت و ۳۹۶٬۷۰۱ نفر جمعیت دارد.

## خواهرخوانده
ناحیه دونگجاک در شهر سئول خواهرخواندهٔ منطقه پینگگو هست.